# Campionato ADAC di Formula 4
Il Campionato ADAC di Formula 4 o ADAC F4 Championship è un campionato inaugurato nel 2015, che si svolge prevalentemente in Germania e segue le normative FIA della Formula 4. Il campionato ha sostituito la ADAC Formel Masters che si era tenuto dal 2008 al 2014.  

## Storia
Gerhard Berger e la FIA Single Seater Commission hanno lanciato la FIA Formula 4 nel marzo 2013. L'obiettivo della Formula 4 è quello di rendere la più chiara e uniforme la scalata verso la Formula 1. Oltre alle norme sportive e tecniche, anche i costi sono regolamentati. Un'auto per competere in questa categoria non può superare un prezzo di € 30.000, mentre la stagione non può superare i 100.000 euro di costi. Questo campionato è stato uno dei primi ad essere fondato, subito dopo il Campionato italiano di Formula 4 e la Formula 4 Sudamericana, entrambi iniziati nel 2014. Il campionato è stato fondato dall'ADAC il 16 luglio 2014. Il costruttore italiano di auto da corsa Tatuus ha progettato e costruito tutte le monoposto.
Per la stagione 2023 il campionato chiude momentaneamente i battenti, dopo gli ultimi due anni con pochi partecipanti. 
Diversi piloti di Formula 1 sono passati da questo campionato come Lando Norris, Mick Schumacher e Kevin Magnussen.

## Monoposto
Per il campionato si utilizzano le auto progettate da Tatuus, con telaio monoscocca in fibra di carbonio. Il motore è un turbo Abarth da 1,4 litri, stesso motore utilizzato nel Campionato italiano di Formula 4.
Nella stagione 2022 esordisce la nuova vettura della Tatuus, la Tatuus F4 T-021 sempre motorizzata Abarth. La vettura di seconda generazione, rispondente alle nuove normative FIA, vedrà comparire l’HALO come sistema di sicurezza e verrà utilizzata fino al 2028.

## Circuiti
Nelle prime due stagioni si disputarono otto round, sei in Germania e due all'estero, la prima gara si è svolta il 25 aprile 2015 sul Motorsport Arena Oschersleben. Dalla stagione 2017 i round vengono ridotti a sette.

### Tabella circuiti
| Circuito                      | Presenze | Stagioni di utilizzo |
| ----------------------------- | -------- | -------------------- |
| Motorsport Arena Oschersleben | 9        | 2015-2020            |
| Circuito di Hockenheimring    | 12       | 2015-2022            |
| Circuito del Nürburgring      | 9        | 2015-2022            |
| Red Bull Ring                 | 7        | 2015-2021            |
| EuroSpeedway Lausitz          | 7        | 2015-2018,2020, 2022 |
| Circuito del Sachsenring      | 5        | 2015-2019,2021       |
| Circuito di Zandvoort         | 4        | 2016,2019,2021-2022  |
| Circuito di Spa-Francorchamps | 2        | 2015, 2022           |

## Albo d'oro

### Piloti
| Stagione | Pilota                | Squadra               |
| -------- | --------------------- | --------------------- |
| 2015     | Marvin Dienst         | HTP Junior Team       |
| 2016     | Joey Mawson           | Van Amersfoort Racing |
| 2017     | Jüri Vips             | Prema Powerteam       |
| 2018     | Lirim Zendeli         | US Racing-CHRS        |
| 2019     | Théo Pourchaire       | US Racing-CHRS        |
| 2020     | Jonny Edgar           | Van Amersfoort Racing |
| 2021     | Oliver Bearman        | Van Amersfoort Racing |
| 2022     | Andrea Kimi Antonelli | Prema Racing          |

### Team
| Stagione | Squadra               |
| -------- | --------------------- |
| 2016     | Prema Powerteam       |
| 2017     | Prema Powerteam       |
| 2018     | US Racing-CHRS        |
| 2019     | US Racing-CHRS        |
| 2020     | Van Amersfoort Racing |
| 2021     | Van Amersfoort Racing |
| 2022     | Prema Racing          |

### Rookie
Il miglior Rookie del campionato viene determinato da una classifica apposita.
| Stagione | Pilota           | Squadra                  |
| -------- | ---------------- | ------------------------ |
| 2015     | David Beckmann   | ADAC Berlino-Brandeburgo |
| 2016     | Nicklas Nielsen  | Neuhauser Racing         |
| 2017     | Mick Wishofer    | Lechner Racing           |
| 2018     | David Schumacher | US Racing-CHRS           |
| 2019     | Roman Staněk     | US Racing-CHRS           |
| 2020     | Tim Tramnitz     | US Racing-CHRS           |
| 2021     | Nikita Bedrin    | Van Amersfoort Racing    |
| 2022     | Rafael Câmara    | Prema Racing             |